# Інгулець (автостанція)
Автостанція «Інгулець» знаходиться на півдні Кривого Рогу.

## Основний напрямок
- Інгулець — Дніпро